# Marc van Oostendorp

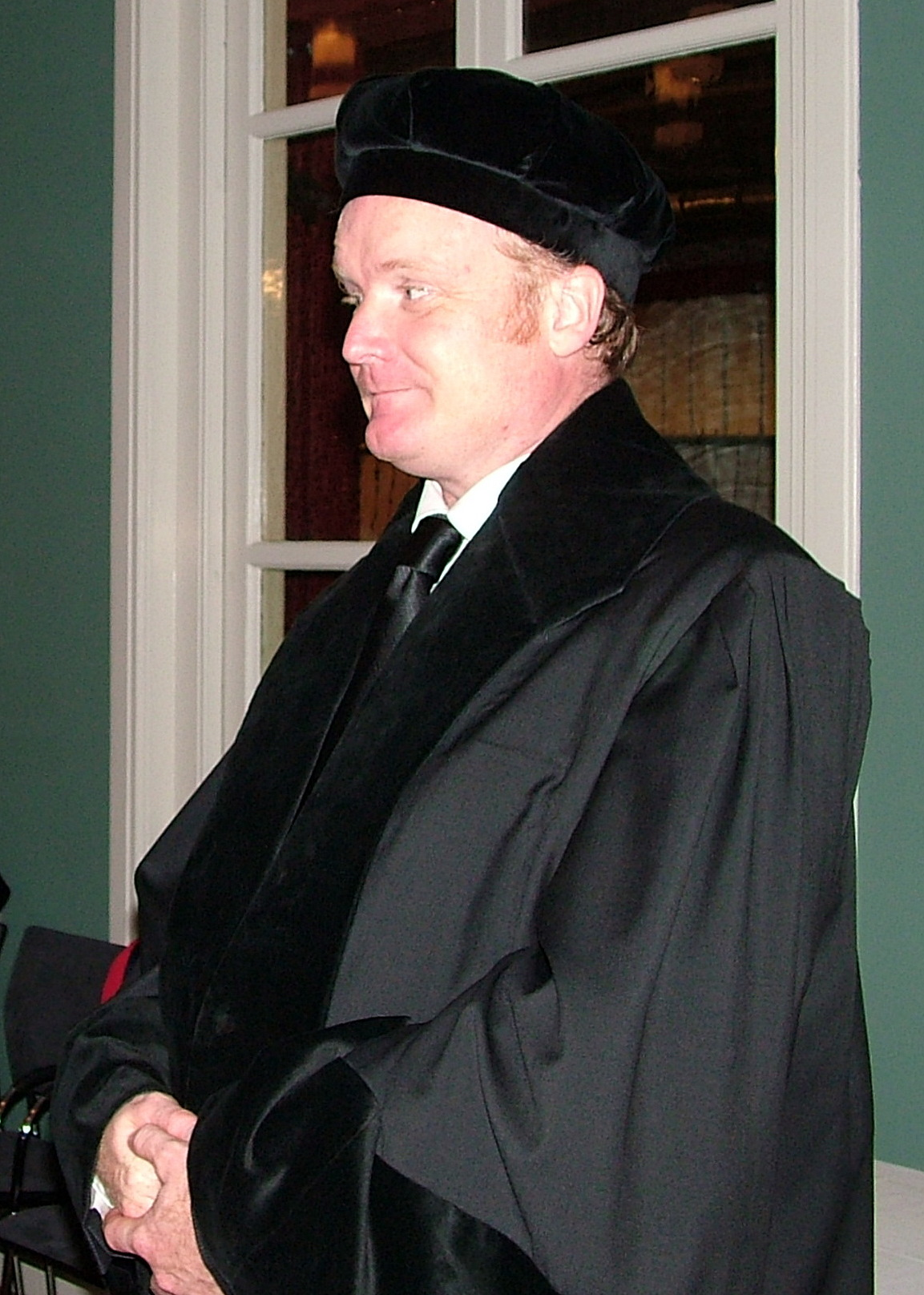
Marc van Oostendorp bei der Einführung im Academiegebouw, 2008

Marc van Oostendorp (* 15. Dezember 1967) ist ein niederländischer Sprachwissenschaftler und Professor an der Radboud-Universität, Nimwegen. Er beschäftigt sich mit Phonologie (vor allem Mikrovariation), Dialektologie und Interlinguistik.
Als van Oostendorp 1997 außerordentlicher Professor für Esperanto und Interlinguistik an der Universität Amsterdam wurde, war er der jüngste Professor des Landes. Seit 1999 ist er Mitarbeiter am Meertens Instituut in Amsterdam, seit 2007 war er als Professor an der Universität Leiden tätig.
Van Oostendorp ist Mitarbeiter der renommierten Fachzeitschrift Onze Taal sowie des E-Mail-Informationsdienstes Taalpost über Sprache und das Niederländische im Besonderen. Er interessiert sich für die Popularisierung sprachwissenschaftlicher Erkenntnisse und hat unter anderem eine Anleitung für das Bauen privater Homepages geschrieben (1996).

## Werke (Auswahl)
- 2011: The Blackwell Companion to Phonology. Ed. by Marc van Oostendorp [et al.]. 5 Bd. Malden, MA, Wiley-Blackwell. ISBN 978-1-4051-8423-6
- 2005: The Internal Organization of Phonological Segments. Ed. by Marc van Oostendorp and Jeroen van de Weijer. Berlin, Mouton De Gruyter. ISBN 3-11-018295-5
- 2000: Phonological Projection. A Theory of Feature Content and Prosodic Structure Berlin, Mouton De Gruyter. ISBN 978-3-11-015422-1